# DiDi
Didi Chuxing Technology Co. (chiń. 北京小桔科技有限公司) – chińskie przedsiębiorstwo oferujące usługi transportu drogowego. Twórca aplikacji mobilnej DiDi (chiń. 滴滴出行), która stanowi lokalną konkurencję dla platformy Uber. Usługi Didi Chuxing są dostępne w takich krajach jak: Chiny, Meksyk, Australia, Japonia.
Przedsiębiorstwo zostało założone w 2012 roku.